# Leszek Ceremużyński

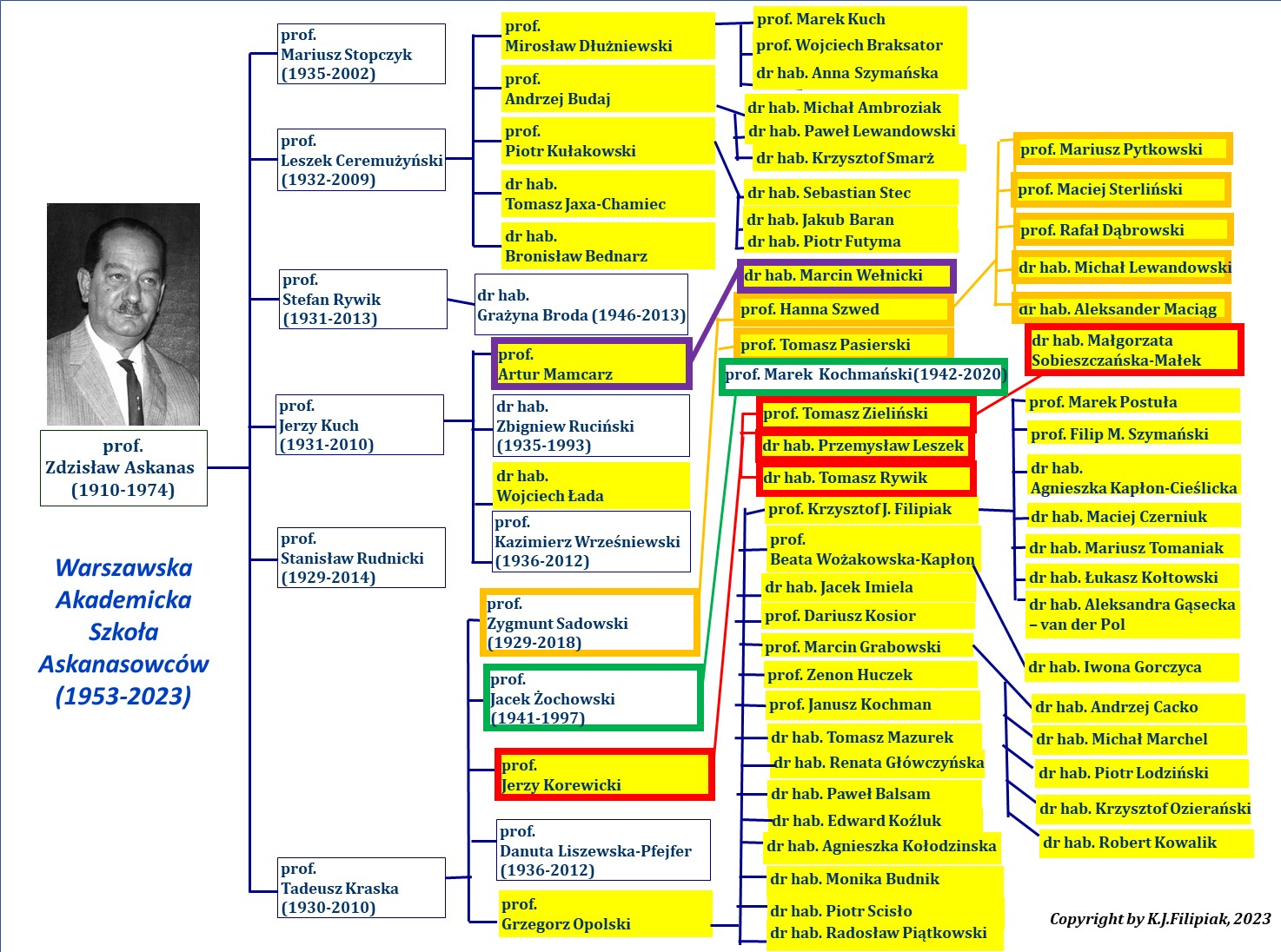
Drzewo genealogiczne przedstawicieli Warszawskiej Akademickiej Szkoły Kardiologii, wywodzącej się od prof. Zdzisława Askanasa, którą współtworzył prof. Leszek Ceremużyński

Leszek Ceremużyński (ur. 22 maja 1932 w Lublinie, zm. 26 listopada 2009 w Skarżysku-Kamiennej) – polski lekarz, kardiolog, profesor nauk medycznych, nauczyciel akademicki Warszawskiego Uniwersytetu Medycznego i Centrum Medycznego Kształcenia Podyplomowego w Warszawie. Współtwórca Warszawskiej Akademickiej Szkoły Kardiologii, wywodzącej się od Zdzisława Askanasa (tzw. Szkoły Askanasa).

## Życiorys
Maturę uzyskał w 1950 w Żyrardowie. W latach 1950–1955 odbył studia na Wydziale Lekarskim Akademii Medycznej w Warszawie. Początkowo pracował jako lekarz na podstawie nakazu pracy Ministerstwie Zdrowia. W latach 1957–1959 odbył służbę wojskową w szpitalu w Żarach. Był lekarzem rejonowym w Warszawie i jednocześnie wolontariuszem w IV Klinice Chorób Wewnętrznych AM kierowanej przez Zdzisława Askanasa, u którego w 1960 został asystentem. W 1965 na podstawie napisanej u Askanasa rozprawy w 1965 nadano mu stopień naukowy doktora nauk medycznych. W 1970 na podstawie dorobku naukowego oraz monografii pt. „Katecholaminy we krwi i w moczu, czynność tarczycy i kory nadnerczy oraz poziom insuliny w zawale serca o dobrym i złym przebiegu” otrzymał stopień naukowy doktora habilitowanego nauk medycznych i został p.o. Zastępcą ds. Naukowych Dyrektora Instytutu Kardiologii AM w Warszawie. Odbył staże naukowe i kliniczne w ośrodkach kardiologicznych w Londynie, Edynburgu, Pradze, Budapeszcie i Berlinie.
W 1974 został ordynatorem w Szpitalu Grochowskim w Warszawie, w którym utworzył placówkę dydaktyczną Akademii Medycznej. Objął stanowisko Specjalisty Miasta Stołecznego Warszawy do spraw Kardiologii (1975–1983). W 1984 Rada Państwa nadała mu tytuł naukowy profesora nadzwyczajnego, a w 1993 profesora zwyczajnego nauk medycznych. Został kierownikiem II Kliniki Kardiologii Centrum Medycznego Kształcenia Podyplomowego.
Wypromował 18 doktorów i był opiekunem 3 habilitacji. Spośród osób, które pod jego kierunkiem uzyskały doktorat, następuje uzyskały samodzielność naukową: Mirosław Dłużniewski, Andrzej Budaj, Piotr Kułakowski, Tomasz Jaxa-Chamiec, Bronisław Bednarz (zob. obok ilustrację z Genealogią Askanasowców).
Przez wiele lat co roku organizował w Teatrze Polskim w Warszawie konferencje dydaktyczne „Kardiologia światowa” skupiające przeciętnie ok. 1000 uczestników.
Był członkiem korespondentem Polskiej Akademii Umiejętności.
W 1970 został sekretarzem Zarządu Głównego Polskiego Towarzystwa Kardiologicznego, w 1986 jego wiceprezesem, w latach 1990–1995 był jego prezesem, a później członkiem honorowym. Był redaktorem naczelnym czasopisma „Kardiologia Polskiej”. Należał do Europejskiego Towarzystwa Kardiologicznego, American College of Cardiology, British Cardiovascular Society, European Society for Clinical Investigation, Hungarian Cardiac Society.
Należał do Rady Naukowej przy Ministrze Zdrowia (1976–1980), Komisji Patofizjologii PAN (1974–1980) i Rady Naukowej Instytutu Kardiologii (1980–1990).
Syn Jadwigi i Mieczysława. Był żonaty z kardiolożką Krystyną Cedro-Ceremużyńską.
Zmarł w wyniku urazów poniesionych w wypadku samochodowym. Został pochowany na Cmentarzu w Pyrach w Warszawie.
W 2009 został pośmiertnie odznaczony Krzyżem Oficerskim Orderu Odrodzenia Polski.